# Championnat de Belgique de football 1939-1940
Navigation
Saison précédente Saison suivante
Le championnat de Belgique de football 1939-1940 aurait dû être la 40e saison du championnat de première division belge. Son nom officiel est « Division d'Honneur ». À la suite du déclenchement de la Seconde Guerre mondiale, la compétition est rapidement arrêtée. Elle ne reprendra jamais et n'est pas comptabilisée comme une saison officielle du championnat.
L'invasion de la Pologne par les troupes du Troisième Reich, lancée le 1er septembre 1939, est l'élément déclencheur du conflit. À l'instar de ses alliés français et anglais, le gouvernement belge décrète la « Mobilisation générale des troupes ». Tous les clubs sportifs voient plusieurs de leurs joueurs rejoindre les forces armées, perturbant le début du championnat. Les matches reprennent de manière assez éparse au début de l'année 1940, en fonction des possibilités de chaque club.
Mais le 10 mai 1940, les troupes allemandes lancent leurs offensives vers l'ouest et envahissent les Pays-Bas et la Belgique afin de contourner la Ligne Maginot érigée dans l'Est de la France. Les compétitions sportives sont immédiatement arrêtées et au bout de 18 jours de combat, le Roi Léopold III signe la capitulation de la Belgique, marquant le début de l'occupation du territoire.

## Clubs participants
Quatorze clubs prennent part à la compétition, autant que lors de l'édition précédente. Ceux dont le matricule est mis en gras existent toujours aujourd'hui. Cette saison n'étant pas comptabilisée comme officielle, elle n'entre pas en ligne de compte pour les saisons disputées par chaque club parmi l'élite.
| #  | Nom                                       | Mat. | Ville                 | Stades                 | Saison précédente |
| -- | ----------------------------------------- | ---- | --------------------- | ---------------------- | ----------------- |
| 1  | Sportclub Eendracht Alost                 | 90   | Alost                 | Bredestraat            | Division 1A : 1er |
| 2  | Royal Sporting Club Anderlechtois         | 35   | Anderlecht            | Stade Émile Versé      | 5e                |
| 3  | Royal Antwerp Football Club               | 1    | Anvers                | Bosuilstadion          | 8e                |
| 4  | Royal Beerschot Athletic Club             | 13   | Anvers                | Kiel                   | 1er               |
| 5  | Koninklijke Boom Football Club            | 58   | Boom                  | ?                      | 7e                |
| 6  | Royal Cercle Sportif Brugeois             | 12   | Bruges                | stade du CS Brugeois   | 11e               |
| 7  | Royal Olympic Club Charleroi              | 246  | Montignies-sur-Sambre | Stade de la Neuville   | 3e                |
| 8  | Association Royale Athlétique La Gantoise | 7    | Gentbrugge            | Stade Jules Otten      | 12e               |
| 9  | Royal Standard Club Liège                 | 16   | Sclessin              | Stade de Sclessin      | 9e                |
| 10 | Koninklijke Liersche Sportkring           | 30   | Lierre                | Lispersteenweg         | 2e                |
| 11 | Royal Football Club Malinois              | 25   | Malines               | Achter de Kazerne      | 4e                |
| 12 | Union Saint-Gilloise Société Royale       | 10   | Uccle                 | Stade du Parc Duden    | 6e                |
| 13 | Royal Tilleur Football Club               | 21   | Tilleur               | Stade du Pont d'Ougrée | Division 1B : 1er |
| 14 | Royal White Star Athletic Club            | 47   | Woluwe-Saint-Lambert  | rue de Kelle           | 10e               |

### Localisations
| Antwerp Beerschot Liersche Boom FC Malinois Anderlecht Union SG White Star Olympic E. Aalst La Gantoise CS Brugeois Standard CL R. Tilleur FC |

## Résultats

### Résultats des rencontres
Avec quatorze clubs engagés, 182 matches sont au programme de la saison. Moins de la moitié sont jouées avant l'arrêt de la compétition.
| Résultats (▼dom., ►ext.)                                   | ALO | AND | ANT | BEE | BOO | CSB | LAG | LIE | FCM | OLY | STA | USG | TIL | WST |
| SC Eendracht Alost                                         |     | -   | -   | -   | -   | -   | -   | -   | -   | -   | -   | -   | -   | -   |
| R. SC Anderlechtois                                        | -   |     | -   | -   | -   | -   | -   | -   | -   | -   | -   | -   | -   | -   |
| R. Antwerp FC                                              | -   | -   |     | -   | -   | -   | -   | -   | -   | -   | -   | -   | -   | -   |
| R. Beerschot AC                                            | -   | -   | -   |     | -   | -   | -   | -   | -   | -   | -   | -   | -   | -   |
| K. Boom FC                                                 | -   | -   | -   | -   |     | -   | -   | -   | -   | -   | -   | -   | -   | -   |
| R. CS Brugeois                                             | -   | -   | -   | -   | -   |     | -   | -   | -   | -   | -   | -   | -   | -   |
| ARA La Gantoise                                            | -   | -   | -   | -   | -   | -   |     | -   | -   | -   | -   | -   | -   | -   |
| K. Liersche SK                                             | -   | -   | -   | -   | -   | -   | -   |     | -   | -   | -   | -   | -   | -   |
| FC Malinois                                                | -   | -   | -   | -   | -   | -   | -   | -   |     | -   | -   | -   | -   | -   |
| R. Olympic CC                                              | -   | -   | -   | -   | -   | -   | -   | -   | -   |     | -   | -   | -   | -   |
| R. Standard CL                                             | -   | -   | -   | -   | -   | -   | -   | -   | -   | -   |     | -   | -   | -   |
| Union St-Gilloise SR                                       | -   | -   | -   | -   | -   | -   | -   | -   | -   | -   | -   |     | -   | -   |
| R. Tilleur FC                                              | -   | -   | -   | -   | -   | -   | -   | -   | -   | -   | -   | -   |     | -   |
| White Star AC                                              | -   | -   | -   | -   | -   | -   | -   | -   | -   | -   | -   | -   | -   |     |
| - Victoire à domicile - Match nul - Victoire à l'extérieur |     |     |     |     |     |     |     |     |     |     |     |     |     |     |

### Classement au 10 mai 1940
| Rang | Équipe                    | Pts | J  | G | N | P | Bp | Bc | Diff |
| ---- | ------------------------- | --- | -- | - | - | - | -- | -- | ---- |
| 1    | K. Liersche SK            | 16  | 9  | 8 | 0 | 1 | 48 | 9  | +39  |
| 2    | R. Antwerp FC             | 14  | 9  | 6 | 2 | 1 | 18 | 12 | +6   |
| 3    | ARA La Gantoise           | 14  | 9  | 7 | 0 | 2 | 22 | 16 | +6   |
| 4    | R. Olympic Club Charleroi | 12  | 10 | 6 | 0 | 4 | 35 | 26 | +9   |
| 5    | R. Beerschot AC T         | 10  | 8  | 5 | 0 | 3 | 28 | 14 | +14  |
| 6    | R. Tilleur FC             | 9   | 9  | 3 | 3 | 3 | 22 | 20 | +2   |
| 7    | R. FC Malinois            | 8   | 8  | 3 | 2 | 3 | 27 | 21 | +6   |
| 8    | R. SC Anderlechtois       | 8   | 8  | 4 | 0 | 4 | 29 | 14 | +15  |
| 9    | R. White Star AC          | 8   | 10 | 3 | 2 | 5 | 24 | 30 | -6   |
| 10   | SC Eendraacht Alost       | 7   | 10 | 3 | 1 | 6 | 14 | 38 | -24  |
| 11   | Union St-Gilloise SR      | 7   | 10 | 3 | 1 | 6 | 20 | 33 | -13  |
| 12   | R. Standard CL            | 6   | 11 | 2 | 2 | 7 | 20 | 37 | -17  |
| 13   | R. CS Brugeois            | 6   | 9  | 2 | 2 | 5 | 15 | 22 | -7   |
| 14   | K. Boom FC                | 5   | 10 | 2 | 1 | 7 | 11 | 30 | -19  |

Abréviations
T : Tenant du titre 1939

 : nouveau venu depuis la saison précédente

### Meilleur buteur
Aucun joueur n'est déclaré meilleur buteur à la suite de l'arrêt du championnat avant son terme. Au moment de l'interruption du championnat, le joueur lierrois Bernard Voorhoof est en tête de ce classement avec 16 buts.

## Récapitulatif de la saison
Pas de champion à la suite de l'arrêt du championnat avant son terme.
| Région flamande (8)             | Région flamande (8) | Province de Brabant (3)      | Province de Brabant (3) | Région wallonne (3)    | Région wallonne (3) |
| ------------------------------- | ------------------- | ---------------------------- | ----------------------- | ---------------------- | ------------------- |
| Province d'Anvers               | 5                   | Région de Bruxelles-Capitale | 3                       | Province de Hainaut    | 1                   |
| Province de Flandre-Occidentale | 1                   | Province du Brabant flamand  | 0                       | Province de Liège      | 2                   |
| Province de Flandre-Orientale   | 2                   | Province du Brabant wallon   | 0                       | Province de Luxembourg | 0                   |
| Province de Limbourg            | 0                   |                              |                         | Province de Namur      | 0                   |

1. ↑  Au niveau footballistique, la province de Brabant est toujours unitaire malgré sa partition territoriale en 1995.

### Admission et relégation
Aucun club n'est relégué vu que la compétition ne s'est pas terminée. De la même manière, aucun ne sera promu pour la saison suivante.

### Débuts en Division d'Honneur
Le SC Eendracht Alost fait ses débuts au plus haut niveau lors de cette saison mais vu qu'elle est arrêtée avant la fin, elle ne compte pas comme étant sa première.

### Bilan de la saison
| Championnat de Belgique de football 1939-1940 |       |
| Champion                                      | aucun |
| Dauphin                                       | aucun |
| Promotions et relégations                     |       |
| Promus en Division d'Honneur                  | aucun |
| Relégués en Division 1                        | aucun |

## Statistiques pour la période 1895-1940

### Champions de Belgique
Depuis 1914, quatre nouveaux clubs ont inscrit leur nom au palmarès des champions de Belgique. Dans l'ordre chronologique, il s'agit du FC Brugeois, du Beerschot, de l'Antwerp et du Lierse.
| Club                                    | Ordre | Titres | Saisons                                                           |
| --------------------------------------- | ----- | ------ | ----------------------------------------------------------------- |
| Union Saint-Gilloise Société Royale     | 3e    | 11     | 1904, 1905, 1906, 1907, 1909, 1910, 1913, 1923, 1933, 1934, 1935. |
| Royal Racing Club de Bruxelles          | 2e    | 6      | 1897, 1900, 1901, 1902, 1903, 1908.                               |
| Royal Football Club Liégeois            | 1er   | 3      | 1896, 1898, 1899.                                                 |
| Daring Club de Bruxelles Société Royale | 5e    | 5      | 1912, 1914, 1921, 1936, 1937.                                     |
| Royal Cercle Sportif Brugeois           | 4e    | 3      | 1911, 1927, 1930.                                                 |
| Royal Football Club Brugeois            | 6e    | 1      | 1920.                                                             |
| Royal Beerschot Athlletic Club          | 7e    | 7      | 1922, 1924, 1925, 1926, 1928, 1938, 1939.                         |
| Royal Antwerp Football Club             | 8e    | 2      | 1929, 1931.                                                       |
| Koninklijke Liersche Sportkring         | 9e    | 1      | 1932.                                                             |

### Saisons de présence, titres et relégations
Depuis 1914, vingt saisons ont été disputées. Seuls quatre clubs participent aux 20 championnats : l'Antwerp, le Beerschot, l'Union Saint-Gilloise et le Daring. Toutefois, ce dernier est relégué en 1939.
Seize nouveaux clubs font leurs débuts parmi l'élite pour au moins une saison. Un d'entre eux, le Lierse, conquiert un titre national.
| Club                                          | Ordre | Saisons | Titres | Relégations |
| --------------------------------------------- | ----- | ------- | ------ | ----------- |
| Royal Racing Club de Bruxelles                | 1er   | 31      | 6      | 3           |
| Royal Antwerp Football Club                   | 1er   | 38      | 2      | aucune      |
| Royal Léopold Club de Bruxelles               | 1er   | 18      | -      | 2           |
| Royal Football Club Brugeois                  | 1er   | 34      | 1      | 2           |
| Royal Football Club Liégeois                  | 1er   | 17      | 3      | 3           |
| Royal Cercle Sportif Brugeois                 | 12e   | 33      | 3      | 1           |
| Royal Beerschot Athletic Club                 | 15e   | 33      | 7      | 1           |
| Union Saint-Gilloise Société Royale           | 17e   | 33      | 11     | aucune      |
| Daring Club de Bruxelles Société Royale       | 18e   | 31      | 5      | 1           |
| Athletic & Running Club de Bruxelles          | 8e    | 9       | -      | aucune      |
| Royal Club Sportif Vérviétois                 | 15e   | 15      | -      | 3           |
| Royal Racing Club de Gand                     | 9e    | 20      | -      | 4           |
| Sporting Club Courtraisien                    | 20e   | 5       | -      | 1           |
| Excelsior SC de Bruxelles                     | 21e   | 5       | -      | 1           |
| Royal Standard Club Liégeois                  | 22e   | 23      | -      | 1           |
| Skill Football Club de Bruxelles              | 12e   | 3       | -      | aucune      |
| Sporting Club de Bruxelles                    | 1er   | 2       | -      | aucune      |
| Racing Club Mechelen Koninklijke Maatschappij | 23e   | 19      | -      | 3           |
| Union Football Club d'Ixelles                 | 1er   | 1       | -      | aucune      |
| Oostendensche FC                              | 9e    | 1       | -      | aucune      |
| Sport Pédestre de Gand                        | 9e    | 1       | -      | aucune      |
| Football Club Courtraisien                    | 12e   | 1       | -      | aucune      |
| Olympia Club de Bruxelles                     | 18e   | 1       | -      | aucune      |
| Association Royale Athlétique La Gantoise     | 24e   | 14      | -      | 1           |
| Royal Uccle Sport                             | 25e   | 3       | -      | 2           |
| Royal Football Club Malinois                  | 26e   | 14      | -      | 3           |
| Royal Sporting Club Anderlechtois             | 26e   | 11      | -      | 4           |
| Royal Berchem Sport                           | 28e   | 13      | -      | 2           |
| Royal White Star Athletic Club                | 29e   | 6       | -      | 1           |
| Royal Tilleur Football Club                   | 30e   | 3       | -      | 3           |
| Royal Cercle Sportif La Forestoise            | 31e   | 1       | -      | 1           |
| Koninklijke Liersche Sportkring               | 32e   | 12      | 1      | aucune      |
| Racing Football Club Montegnée                | 33e   | 1       | -      | 1           |
| Koninkjlijke Tubantia Football Club           | 33e   | 2       | -      | 1           |
| Football Club Turnhout                        | 35e   | 2       | -      | 2           |
| Koninklijke Lyra                              | 36e   | 6       | -      | 1           |
| Koninklijke Belgica Football Club Edegem      | 37e   | 2       | -      | 1           |
| Racing Club Tirlemont                         | 38e   | 1       | -      | 1           |
| Royal Olympic Club Charleroi                  | 38e   | 2       | -      | aucune      |
| Koninklijke Boom Football Club                | 40e   | 1       | -      | aucune      |

### Présences par provinces
La province d'Anvers effectue un sérieux retour dans ce classement particulier en s'adjugeant 10 des 20 titres nationaux attribués depuis 1914. Cette province voit aussi 8 nouveaux cercles faire leurs débuts dans la plus haute division.
Avec l'arrivée de l'Olympic Charleroi, une septième province, le Hainaut, est représentée.
| Provinces           | Clubs | Titres |
| ------------------- | ----- | ------ |
| Brabant             | 15    | 22     |
| Anvers              | 11    | 10     |
| Flandre-Occidentale | 5     | 4      |
| Liège               | 3     | 3      |
| Flandre-Orientale   | 3     | -      |
| Hainaut             | 1     | -      |
| Limbourg            | -     | -      |
| Luxembourg          | -     | -      |
| Namur               | -     | -      |

### Présences par villes (agglomérations)
Le nom d'une ville correspond à toute l'agglomération concernée. À cette période, la fusion des communes n'a pas encore eu lieu mais la plupart des clubs déménagent et évoluent sur le territoire de différentes communes.
Depuis 1914, le nombre d'agglomérations différentes ayant eu un club parmi l'élite passe de 9 à 14.
|    | Ville     | Clubs | Titres | Nouveaux depuis 1914                                        |
| -- | --------- | ----- | ------ | ----------------------------------------------------------- |
| 1  | Bruxelles | 14    | 22     | Uccle sport, SC Anderlechtois, White Star AC, La Forestoise |
| 2  | Gand      | 3     | -      |                                                             |
| 3  | Liège     | 4     | 3      | Tilleur FC, Racing FC Montegnée                             |
| 4  | Bruges    | 2     | 4      |                                                             |
| 5  | Anvers    | 5     | 9      | Berchem Sport, Tubantia, Belgica Edegem                     |
| 6  | Courtrai  | 2     | -      |                                                             |
| 7  | Malines   | 2     | -      | FC Malinois                                                 |
| 8  | Ostende   | 1     | -      |                                                             |
| 9  | Verviers  | 1     | -      |                                                             |
| 10 | Lierre    | 2     | 1      | Liersche SK, Lyra                                           |
| 11 | Turnhout  | 1     | -      | FC Turnhout                                                 |
| 12 | Tirlemont | 1     | -      | RC Tirlemont                                                |
| 13 | Charleroi | 1     | -      | Olympic CC                                                  |
| 14 | Boom      | 1     | -      | Boom FC                                                     |